# Klimatska naprava
Klimatska naprava je nepogrešljiva naprava sodobne družbe, sodobne tehnologije, ki slab, onesnažen zrak v prostoru očisti oziroma spremeni njegove lastnosti, kot je vlažnost, ga filtrira in ga optimizira na priporočeno bivalno temperaturo, ne glede na vremenske razmere zunaj. Prva definicija klimatske naprave pa sega v leta 1908, ki jo je opredelil oče klimatizacije, Willis Carrier in pravi: Klimatska naprava je naprava, ki vzdržuje primerno vlažnost v vseh prostorih stavbe,  zrak osvobodi vlage, ki se je nabrala v določenih letih, dovaja konstantno in ustrezno ventilacijo, učinkovito odstrani iz zraka mikroorganizme, prah, saje in druge tujke, učinkovito ohladi zrak v prostoru v določenih letnih časih, segreje prostor oziroma pomaga pri ogrevanju zraka v prostoru v zimskem času in je aparat, ki ni predrag za nakup in vzdrževanje. 
Zgodovina
Osnovna ideja klimatske naprave je bila uporabljena v starem Egiptu, kjer so prostor hladili tako, da  je skozi okno viselo trsje, ki so ga vlažili z vodo, na katerega je kapljala. Ko je zapihal veter je hlad zajel prostor. Bila je učinkovita metoda, ki je zrak ohladila, vendar je prostoru povečala % vlažnosti. V starem Rimu so v stene nekaterih hiš speljali vodovod, kjer je krožila voda in hladila prostor. Druge tehnike v srednjeveški Perziji so vključevale uporabo cistern in stolpe vetrnih elektrarn, da so se stavbe ohladile v vročih sezonah. Modernejše tehnike so se pojavile v 19. stoletju, saj je takrat prišlo do napredka na področju kemije in posledično v klimatizaciji. Prvo veliko električno klimatsko napravo je izumil in uporabil Willis Haviland Carrier, leta 1902.
- 1906: Stuart Cramer, inženir tekstilne tovarne v Severni Karolini, je ustvaril prezračevalno napravo, ki zraku doda vodno paro tekstilnih rastlin. Vlažnost je omogočila lažje vrtenje preje in zmanjšala verjetnost, da bi se ustavila. Stuart Cramer je prvi napravo poimenoval klima.
- 1914: Tega leta, je bila klimatska naprava prvič postavljena v dom. Enota v Minneapolis dvorcu je bila visoka približno 7 metrov, 20 metrov dolga in 6 metrov široka. Verjetno nikoli ni bila uporabljena, ker je bil dvorec zapuščen in ni nihče tam živel.
- 1931: H.H. Schultz in J.Q. Sherman sta izumila individualno sobno klimatsko napravo, ki je bila postavljena na okensko polico. Takšna zasnova klimatske naprave je v stanovanjskih objektih je navzoča še danes. Vendar pa si je to klimatsko napravo, v tistem času, lahko privoščil le premožnejši sloj, saj je stala, preračunano v €, vrtoglavih 93.000€ do 460.000€.
- 1939: Packard izumi najboljše prevozno sredstvo-prvi klimatiziran avtomobil. Upravljalni gumb na armaturni plošči, A/C, pa nekoliko kasneje. Če so se Packardovi potniki želeli ohladiti, je moral voznik ustaviti avto, odpreti pokrov motorja in izključiti kompresorski pas.
- 1942: ZDA so začele graditi svoj prvi plan poletnega vrhunca v delovanju elektrarn, saj se je z delovanjem klimatskih naprav povečala obremenitev, katere prej niso poznali.
- 1947: Britanski znanstvenik S.F. Markham je zapisal: ,,Največji prispevek civilizaciji v tem stoletju je klimatska naprava-in Amerika vodi pot.“ Še sedaj ljudje pravijo, da je bila to najboljša inovacija, od narezanih rezin kruha.
- 1950s: V obdobju po 2. svetovni vojni je prišlo do gospodarskega razcveta, kjer je stanovanjska klimatska naprava postala le še en način, kako držati korak z Jonesovimi. V letu 1953 se je prodalo več kot milijon enot klimatskih naprav.
- 1970s: Klimatska naprava postavljena na okensko polico je izgubila točke za hlajenje, ko se je pojavila centralna klimatska naprava. Enote so bile sestavljene iz kondenzatorja, tuljave in ventilatorja. Zrak se pripravi,gre skozi kolute in se razprosti v prezračevalni sistem stanovanj. Začne se uporabljati hladilno sredstvo R-12.
- 1994: Hladilno sredstvo R-12 so povezali s tanjšanjem ozonskega plašča, zato so ga prepovedali v več državah. Razvili so sredstvo R134a, ki je okolju bolj prijazen.

Delovanje
Večina klimatskih naprav deluje s premikanjem toplega zraka iz notranjosti prostora, ven iz objekta. Značilno je, da hladilni plin (kot sta R22 in R-410a) absorbira toploto znotraj prostora, ki jo hladilno sredstvo premakne izven prostora, kjer se toplota sprosti. Celoten postopek delovanja pa je nekoliko bolj zapleten. Za delovanje klimatske naprave uporabljajo kemikalije, ki se enostavno pretvorijo iz plinastega v tekoče stanje in nazaj. Te kemikalije se uporabljajo za prenos toplote iz zraka znotraj doma do stika z zunanjim zrakom. Naprava ima 3 glavne dele; kompresor, kondenzator in izparilnik. Kompresor in kondenzator se po navadi nahajata na zunanjem delu naprave, izparilnik pa v prostoru. Delovna tekočina pride na kompresor kot hladen, nizkotlačen plin. Kompresor tekočino stisne. To pakira molekule tekočine tesneje skupaj. Bližje ko so si molekule, večja je učinkovitost energije in temperature. Delovna tekočina zapusti kompresor kot vroč plin pod visokim pritiskom, ki gre v kondenzator. Ko delovna tekočina zapusti kondenzator, je njena temperatura še vedno hladna. Pod visokim pritiskom se spremeni iz plina v tekoče stanje. Tekočina gre v izparilnik, skozi zelo majhno, ozko odprtino. Po drugi strani, tekočina tlaka kaplja. Ko pride do tega, začne izhlapevati v plin. Ko se tekočina spremeni v plin in izhlapi, nase sprejema toploto okoli nje. Toplota v zraku je potrebna za ločevanje molekul iz tekočine v plin. V času, ko delovna tekočina zapusti izparilnik, ga zapusti kot hladen, nizkotlačen plin. Nato se vrne v kompresor, kjer se postopek ponovi. Na izparilnik je priključen ventilator, ki kroži zrak v prostoru. Vroč zrak je lažji od hladnega, tako da se vroč zrak povzdigne na zgornji del prostora. Tam je odzračevalnik, ki sesa zrak v klimatsko napravo in gre v kanale (pri centralni klimatski napravi). Ker se tako topel zrak iz prostora odstrani, se prostor ohladi. Naveden postopek se ponavlja toliko časa, dokler v prostoru ni dosežena želena temperatura. Klimatske naprave imajo tudi termostat, ki zazna, kdaj je optimalna temperatura dosežena. Ko je, se naprava izklopi in spet vklopi, ko je v zraku  najmanjša sprememba temperature. 
Vrste klimatskih naprav
- Stenska klima
- Centralna klimatska naprava
- Mobilna (prenosna) klimatska naprava
- Klimatska naprava s toplotno črpalko

## Zakaj čistiti zrak s klimatsko napravo?
Zrak v bivalnih prostorih je onesnažen in vsebuje več škodljivih delcev, kot si sploh lahko predstavljamo. Plesen, bakterije in virusi, pršice, vlaga, kemikalije, … Vse to so škodljivi dejavniki, ki jih v prostoru niti ne vidimo, vendar močno vplivajo na naše zdravje in vsakodnevno počutje. Po raziskavah sledeč, drži, da je zrak v zaprtih prostorih 2-5x bolj onesnažen, kot zrak zunaj stavbe. Raziskave so pokazale, da je v zraku, zavesah, prevlekah, preprogah, tapetah in samih stenah več kot 1500 vrst bakterij. Ni zavedanja med ljudmi, da človek samo v eni uri vdihne več kot pol kubičnega metra zraka, polnega bakterij in škodljivih delcev. V prostoru je potrebno zagotoviti kvaliteten zrak, vlažnost in temperaturo za normalno funkcioniranje in opravljanje vsakodnevnih opravil. In to zagotavlja uporaba klimatske naprave.

## Primerjava z električnimi uporovni grelci
Kupci zaradi slabe obveščenosti velikokrat kupijo električni uporovni grelec, tudi če imajo že nameščeno klimatsko napravo. Klimatske naprave so toplotne črpalke in skoraj vsi modeli lahko tudi ogrevajo. Klime precej bolj efektivno ogrevajo kot npr. električni uporovni grelci, porabljajo samo tretjino električne energije za isto dovedeno toploto. Klima po navadi porablja 1000 vatov energije in dovaja 3000 vatov (kdaj tudi več) toplotne energije - medtem ko električni grelec, ki porablja 1000 vatov, dovaja samo 1000 vatov toplotne energije.